# Gustavo Beytelmann
Gustavo Beytelmann (* 3. Januar 1945 in Venado Tuerto) ist ein argentinischer Tango-Pianist und -Komponist.

## Biographie
Beytelmann lernte als Kind Klavierspielen und trat u. a. mit dem Tanzorchester auf, in dem sein Vater Violine spielte. Er studierte Musik an der Universität Rosario und nahm Kompositionsunterricht bei Francisco Kröpfl. Er komponierte Filmmusiken (u. a. zu La Maffia, Quebracho und Los Gauchos Judios) und arbeitete als musikalischer Leiter für die Plattenfirma Microfon.
1976 verließ er Argentinien aus politischen Gründen und ließ sich als Pianist und Komponist in Paris nieder. 1977 begleitete er Astor Piazzolla auf seiner Europatournee. Mit anderen argentinischen Exilmusikern gründete er dann die Gruppe Tiempo Argentino, für die er auch als Komponist tätig war. Nach einer Zeit in Rom, wo er für Rundfunk, Fernsehen und Kino komponierte, gründete er in Paris mit Juan José Mosalini und Patrice Caratini ein Trio, mit dem er zwölf Jahre lang durch Europa reiste und drei CDs aufnahm.
Zugleich war er verstärkt als Komponist tätig. Er komponierte für den Film und das Fernsehen in Deutschland und Frankreich und war von 1995 bis 1998 Stadtkomponist in Dijon. 1996 wurde er Leiter des Fachbereichs Tango am Konservatorium Rotterdam. 2002 gab er auf Einladung der Universitäten von Seattle und Bellingham Gastvorlesungen und dirigierte Aufführungen seiner Werke in den USA.
Von 2002 bis 2003 war Beytelmann Composer in Residence in Guebwiller. 2004 gab er beim Tangofestival in Buenos Aires ein Konzert im Teatro Colón. Seit 2005 gibt er Meisterklassen an der Musikakademie von Monaco. 2008 war er Composer in Residence beim internationalen Musikfestival Moritzburg.

## Diskographie
- Ensamble Musical De Buenos Aires: La Biblia (Juan Carlos Godoy, Ricardo Soulé, Willy Quiroga), 1974
- Astor Piazzolla y su Octeto electrónico: Olympia, 1977
- Trío Mosalini-Beytelmann-Caratini: Violento
- Trío Mosalini-Beytelmann-Caratini: La Bordona
- Trío Mosalini-Beytelmann-Caratini: Imágines
- Un argentin au Louvre
- Tango a la Duke
- Clásico y Moderno
- Sigamos
- Corps perdus
- Sanata y clarificación I und II
- Piazzolla: Patagonia Express Trio; Berlin Classics 2021

## Kompositionen
- La liberté guidant le peuple für Streichorchester, Perkussion, Klavier, Bandoneon und Kontrabass
- Le pied-bot für Streichquartett, Bandoneon und Kontrabass
- La dentellière für Klavier
- Le bain turc für Oboe, Klarinette, Cello, Klavier und Kontrabass
- La vénus de Milo für Streichorchester
- L'arbre aux corbeaux für Streichorchester
- Les archers de Darius für Bandoneon, Klavier und Kontrabass
- Bethsabée au bain für Violine und Klavier
- Mona Lisa für Oboe d’amore und Streichorchester
- Les noces de Cana, Streichquartett
- Phénix sur un semis de roses für Bassklarinette
- Les fêtes vénitiennes für Streichorchester
- Clásico y moderno für Bandoneon und Streichquartett
- Ofrenda für Bandoneon und Streichquartett
- Lo cercano se aleja für Bandoneon und Streichquartett
- Triste für Bandoneon und Streichquartett
- Retrato n° 1 für Bandoneon und Streichquartett
- Retrato n° 2 für Bandoneon und Streichquartett
- Retrato n°3 für Bandoneon und Streichquartett
- Una ficciòn für Bandoneon und Streichquartett
- 5 piezas für Viola und Klavier
- Encuentro für Violine, Gitarre, Bandoneon, Klavier und Kontrabass
- Sigamos für Klavier
- 6 miniatures für Klavier
- Discusión für Streicher, Flöte, Oboe, Klarinette, Horn, Fagott, Trompete und Perkussion
- Nicht vergessen für Altsaxophon, Viola, Cello und Klavier
- Ecos für Violine, Cello und Klavier
- All lose, whole find für Bläserquintett
- Fragmento de tiempo für Klavier
- Imágenes für Klavier, Bandoneon und Kontrabass oder Oboe, Viola, Kontrabass und Klavier
- 8 airs autour du tango für Altsaxophon oder Klarinette und Klavier
- Fragments d’un jardin mélancolique für Altsaxophon
- 5 esquisses für Akkordeon
- 3 aires de danza für Akkordeon
- 5 piezas breves für Klavier
- Dédicace für Viola, Vibraphon, Klavier und Kontrabass
- Ayeres für Klavier
- 3 movimientos concertantes für Akkordeon und Streichorchester
- Una memoria del tango für Saxophonquartett, Bandoneon und Klavier
- Scènes für Vläser, Streicher, Klavier, Akkordeon und Perkussion
- Al declinar el día für Flöte, Violine, Gitarre und Klavier
- Queridas memorias für Bassklarinette, Violine und Klavier
- Otras voces für Violine, Bandoneon, Vibraphon, Klavier und Kontrabass
- Fantasía für Bandoneon
- 4 momentos für Saxophonquartett
- Los senderos que se bifurcan für Alt- und Tenorsaxophon, Trompete, Horn, Posaune, Gitarre, Kontrabass, Klavier, Bandoneon und Perkussion
- Concertino pour trompette et ensemble
- Cuarteto de cuerdas n°1